# Parti communiste du Bangladesh
Le Parti communiste du Bangladesh (bengali : বাংলাদেশের কমিউনিস্ট পার্টি) est un parti politique marxiste-léniniste au Bangladesh.